# インヴォーリオ
インヴォーリオ（伊: Invorio）は、イタリア共和国ピエモンテ州ノヴァーラ県にある、人口約4,300人の基礎自治体（コムーネ）。

## 地理

### 位置・広がり
| 隣接するコムーネは以下の通り。 - アメーノ - アローナ - ボルツァーノ・ノヴァレーゼ - ボルゴマネーロ - ブリーガ・ノヴァレーゼ - コラッツァ - ガッティコ＝ヴェルーノ (ガッティコ) - ゴッツァーノ - メイナ - パルッツァーロ |

## 行政

### 分離集落
インヴォーリオには、以下の分離集落（フラツィオーネ）がある。
- Barquedo, Invorio Superiore, Mescia, Mornerona, Orio, Talonno